# ليوناردو روماي
ليوناردو روماي (بالإسبانية: Leonardo Romay)‏ هو لاعب كرة قدم أوروغواياني في مركز حراسة المرمى، ولد في 29 أبريل 1969 في مونتيفيديو في الأوروغواي. شارك مع منتخب الأوروغواي لكرة القدم. أما مع النوادي، فقد لعب مع ديفينسور سبورتينغ وناسيونال مونتيفيديو.

## وصلات خارجية
- ليوناردو روماي على موقع قاعدة بيانات كرة القدم.إي يو (الإنجليزية)
- ليوناردو روماي على موقع ناشيونال فوتبول تيمز (الإنجليزية)